# Bachenbülach
Bachenbülach là một đô thị thuộc huyện hành chính Bülach, bang Zürich, Thụy Sĩ. Đô thị này có diện tích 4,25 km2, dân số thời điểm tháng 12 năm 2009 là 3793 người.

## Địa lí
Bachenbülach có diện tích 4,3 km2 (1,7 dặm vuông). Trong khu vực này, 35,1% được sử dụng cho mục đích nông nghiệp, trong khi 41,2% là rừng. Trong phần còn lại, 20,8% được định cư (nhà cửa hoặc đường sá) và phần còn lại (2,8%) là không có năng suất (sông, sông băng hoặc núi).
Đô thị này nằm ở dưới Dettenberg. Thị trấn đã phát triển dọc theo hai trục chính, con đường chính qua thành phố và một dòng chảy chạy qua thị trấn.